# Wanda Olech-Piasecka
Wanda Jadwiga Olech-Piasecka – polski naukowiec, dr hab. nauk rolniczych, profesor zwyczajny Katedry Genetyki i Ochrony Zwierząt Wydziału Hodowli, Bioinżynierii i Ochrony Zwierząt Szkoły Głównej Gospodarstwa Wiejskiego.

## Życiorys
7 grudnia 1987 obroniła pracę doktorską Analiza genetyczno-hodowlana populacji żubrów. I. Wpływ inbredu na długowieczność i rozród. II. Odziedziczalność wybranych cech i udział genotypów założycieli we współczesnej populacji, 27 października 2003 habilitowała się na podstawie rozprawy zatytułowanej Wpływ inbredu osobniczego i inbredu matki na przeżywalność cieląt żubra (Bison bonasus). 4 marca 2015 nadano jej tytuł profesora w zakresie nauk rolniczych.
Wanda Olech-Piasecka pełni funkcję Prezesa Stowarzyszenia Miłośników Żubrów, Redaktora Naczelnego czasopisma naukowego European Bison Conservation Newsletter, przewodniczącej Państwowej Rady Ochrony Przyrody.
W 2018 roku została powołana przez Ministra środowiska Henryka Kowalczyka na członka zarządu głównego Polskiego Związku Łowieckiego.
W 2022 roku nominowana do światowej nagrody Indianapolis Prize 2023, przyznawanej za wybitne osiągnięcia w dziedzinie ochrony zwierząt. W 2023 otrzymała Medal im. Profesora Tadeusza Vetulaniego (2023).

## Odznaczenia
- Złoty Krzyż Zasługi (2015)[11]